# Ácido fosfoenolpirúvico
El ácido fosfoenolpirúvico es un ácido carboxílico. Su anión se denomina fosfoenolpiruvato y posee gran importancia en el metabolismo celular debido a que posee el enlace fosfato de más alta energía conocido en los organismos vivos (-61.9 kJ/mol), y que se encuentra implicado en la glucólisis y gluconeogénesis. En plantas, el compuesto interviene también en la fijación del carbono y en la síntesis de algunos compuestos aromáticos; en bacterias, está involucrado en la generación de energía metabólica mediante el sistema fosfotransferasa.
Durante la glucólisis, el fosfoenolpiruvato proviene de la catálisis del 2-fosfoglicerato mediante la enzima enolasa. El fosfoenolpiruvato transfiere su grupo fosfato de alta energía por acción de la piruvato kinasa, generando piruvato y adenosín trifosfato (ATP) mediante el proceso de fosforilación a nivel de sustrato.
Durante la gluconeogénesis, el fosfoenolpiruvato se produce por descarboxilación del oxalacetato e hidrólisis de una molécula de guanosina trifosfato; esta reacción es catalizada por la enzima fosfoenolpiruvato carboxiquinasa, siendo además el paso limitante en el proceso.
| 2-fosfoglicerato | Enolasa | Enolasa | Ácido fosfoenolpirúvico | Piruvato quinasa | Piruvato quinasa | piruvato |
|                  |         |         |                         |                  |                  |          |
|                  | H2O     | ADP     | ATP                     |                  |                  |          |
|                  |         |         |                         |                  |                  |          |
|                  | H2O     |         |                         |                  |                  |          |
|                  |         |         |                         |                  |                  |          |
|                  | Enolasa | Enolasa |                         | Piruvato quinasa | Piruvato quinasa |          |